# Limnophila implicita
Limnophila implicita là một loài ruồi trong họ Limoniidae. Chúng phân bố ở miền Australasia.